# Naturstromspeicher Gaildorf
Der Naturstromspeicher Gaildorf bei Schwäbisch Hall in Baden-Württemberg ist ein kleiner Windpark mit einem aus Wirtschaftlichkeitsgründen nicht in Betrieb genommenen neuartigen 16-MW-Pumpspeicherkraftwerk. Als dessen Oberbecken sollten Sockel um die erhöhten Turmfüße der vier GE-3,4-MW-Windkraftanlagen dienen. Aufgrund dieser Unterbauten waren diese Windräder auf einem Höhenzug der Limpurger Berge bei Inbetriebnahme 2017 die höchsten der Welt. Eine Flutmulde im Tal der Kocher wurde zum Unterbecken ausgebaut und kilometerlange Wasserleitungen verlegt. Das Pilotprojekt der Firmengruppe Max Bögl wurde Ende 2024 gestoppt, weil der Preis von Lithium-Ionen-Batterien 2010 noch bei rund 4000 Euro lag und 2024 auf ca. 400 Euro gefallen sei. Für die geplanten 70 MWh Kapazität der Wasserbatterie wurden einst 75 Mio. Euro Baukosten veranschlagt, somit über 1000 €/kWh.
Das Projekt wurde im September 2011 der Öffentlichkeit vorgestellt; der Spatenstich erfolgte im April 2016. Im Dezember 2024 wurde die Anlagenkomponente Pumpspeicher aus Wirtschaftlichkeitsgründen gestoppt.
Die Windkraftanlagen, in deren Turmfuß Wasser gespeichert werden sollte, wurden ab November 2017 in Betrieb genommen und ans Netz angeschlossen. Das Pumpspeicherwerk mit Unterbecken am Westufer des Kochers sollte ursprünglich 2020 in Betrieb gehen, die Bauarbeiten sollten aufgrund von Entwicklungsproblemen betreffend der Druckleitung frühestens 2024 abgeschlossen werden.
Laut Eintrag im Marktstammdatenregister war das geplante Inbetriebnahmedatum der 1. Juni 2025.

## Projektziel
Der Einsatz von fluktuierenden erneuerbaren Energiequellen, die nicht der Nachfrage folgen können, führt zu großen täglichen Abweichungen in der Stromerzeugung und zu Überschüssen. Dies führt wiederum zunehmend zu großen Verlusten und negativen Energiepreisen. Daher eignen sich Pumpspeicherkraftwerke, um der Variabilität der Windenergie und Solarenergie entgegenzusetzen und für eine optimale Energieverwendung zu sorgen. Aus diesem Grunde zielt das Projekt darauf, einen Beitrag zu einer zuverlässigen und planbaren Stromversorgung aus den fluktuierenden Energiequellen Windenergie und Photovoltaik zu leisten und Regelenergie bereitzustellen.

## Finanzierung
Die Projektkosten waren 2016 mit 75 Mio. Euro angesetzt. Die Finanzierung des Projektes wird im Wesentlichen durch die Max Bögl Firmengruppe erfolgen. Aufgrund seiner Pionierfunktion und dem Demonstrationscharakter für weitere ähnliche Projekte wurde das Projekt vom Bundesministerium für Umwelt, Naturschutz, Bau und Reaktorsicherheit mit 7,15 Mio. Euro gefördert. Bürger aus der Umgebung sollten sich über eine Genossenschaft finanziell an dem Projekt beteiligen können.

## Aufbau

### Windpark

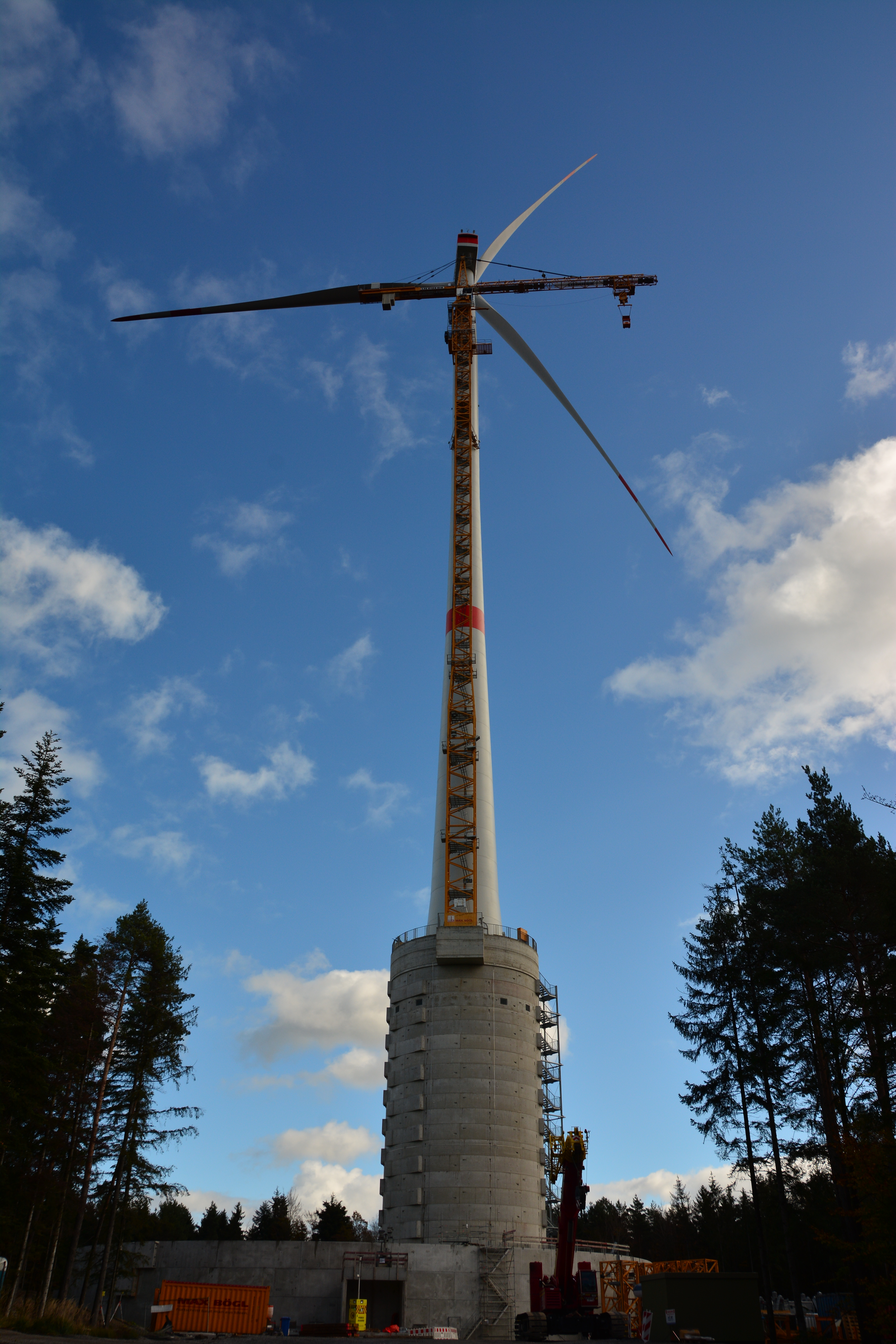
Die erste fertiggestellte Windkraftanlage des Typs GE 3.4-137. Nabenhöhe 178 m.

Auf dem Teilhöhenzug der Limpurger Berge bei Gaildorf zwischen Kochertal im Westen und Eisbachtal im Osten wurden von ursprünglich sechs geplanten Gamesa G144 mit 5,5 MW Nennleistung im Jahr 2014 vier Windkraftanlagen genehmigt und dann als Typ GE 3.4-137 mit einer Nabenhöhe von 178 m (außer der WEA2, die auf keinem Wasserbehälter steht und eine Nabenhöhe von 158 Metern hat), einem Rotordurchmesser von 137 m und einer Nennleistung von jeweils 3,4 MW errichtet. Die prognostizierte Jahresstromerzeugung aus Wind beträgt 42 GWh. Die 40 Meter hohen Turmfundamente der Windanlagen, die auch als Wasserspeicher genutzt werden sollten, ermöglichen große Nabenhöhen. Eine der vier Anlagen hielt von Herbst 2017 bis Herbst 2019 den Höhenweltrekord für Windenergieanlagen, mit einer Gesamthöhe von 246,5 m bei 178 m Nabenhöhe.
Die Standorte und Höhenlage der vier Windkraftanlagen sind:
WEA2 (⊙, 501,5 m ü. NN),
WEA3 (⊙, 489,5 m ü. NN),
WEA4 (⊙, 489,5 m ü. NN),
WEA5 (⊙, 485,5 m ü. NN).

### Pumpspeicherkraftwerk
Die Netzeinspeisungsleistung des Pumpspeicherkraftwerks sollte bis zu 16 MW betragen. Die Speicherkapazität der Gesamtanlage hätte laut den Projektbetreibern 70 MWh betragen, das hätte mehr als fünf Stunden Speicherbetrieb aller Windkraftanlagen bei Nennleistung oder gut vier Stunden Stromerzeugung des Wasserkraftwerks bei Nennleistung entsprochen.

#### Oberbecken
Drei der vier Windkraftanlagen-Standorte verfügen über aus Betonfertigteilen aufgebaute Oberbecken, die jeweils in zwei Teilvolumen unterschiedlicher Höhe aufgetrennt sind. Im Juli 2017 wurde festgelegt, bei der nördlichsten, 1100 Meter entfernten WEA2 vorerst darauf zu verzichten ein Oberbecken zu errichten.
Das 40 Meter hohe zylindrische Turmfundament mit 16 Meter Durchmesser (vom Betreiber als Aktivbecken bezeichnet) könnte bis zur Höhe von 31 Meter mit Wasser gefüllt werden. Das Turmfundament steht in einem zylindrischen Wasserbecken mit 63 Meter Durchmesser (vom Betreiber als Passivbecken bezeichnet). Die Höhe der Passivbecken ist bei den vier Anlagen unterschiedlich dimensioniert, ihre Stauhöhe beträgt zwischen acht und 13 Meter. Aktiv- und Passivbecken sollten nacheinander befüllt und entleert werden. Insgesamt könnten an vier WEA bis zu 160.000 m³ Wasser gespeichert werden. Die Bezeichnungen Aktivbecken und Passivbecken sind in der Fachliteratur zu Pumpspeicherkraftwerken bisher unbelegt, sie wurden erstmals durch den Betreiber verwendet. Technisch haben beide gleichermaßen die Funktion eines Speicherbeckens.

#### Rohrleitungssystem
Ein etwa 3,2 Kilometer langes Druckleitungsrohrsystem sollte die vier Oberbecken des Windparks untereinander und mit dem Krafthaus im Tal des Kochers bei Gaildorf-Unterrot, das etwa 200 m tiefer liegt, verbinden. Die Polyethylen-Kunststoffrohre („PE“) in DN1800/DN1600 wurden von Egeplast geliefert und wurden ab März 2018 mittels Grabenfräsverfahren mit einer Tagesleistung von 60 bis 100 Meter eingebaut. Die als „Trifurcator“ bezeichnete stählerne Verteilerrohrleitung, die im Krafthaus den Übergang von der PE-Druckleitung auf die drei Turbinenstichleitungen herstellt, wurde von der Bilfinger VAM Anlagentechnik GmbH im oberösterreichischen Wels vorgefertigt und im Herbst 2018 ins Krafthaus eingebaut. Die Rohrleitungen und das Turbinensystem wurden für eine Durchflussmenge von 9,5 m³/s ausgelegt.

#### Krafthaus
Das Krafthaus wurde am östlichen Ufer des Kochers errichtet. Der Anschluss an das westlich des Kochers liegende Unterbecken erfolgt über einen Düker mit DN 2200. Für das Krafthaus sind drei reversible Francisturbinen von Voith Hydro mit Gesamtleistung von 16 MW vorgesehen. Im Speicherbetrieb sollte mit den Pumpturbinen Wasser aus dem Unterbecken in die Oberbecken gepumpt werden, bei Strombedarf wäre es über die Turbinen zurück in das Unterbecken geflossen. Der Wechsel zwischen Stromerzeugung und Speicherbetrieb soll in 30 Sekunden möglich sein, der Wirkungsgrad der Speicherung soll bei etwa 80 % liegen. (⊙)

#### Unterbecken
Eine ohnehin schon geplante Flutmulde am Kocher wird das Unterbecken, das naturnah gestaltet werden soll. Die Flutmulde wird so ausgeführt, dass sie erst bei einem zehnjährigen Hochwasser (HQ10) vom Wasser des Kochers erreicht wird. Das Volumen des Unterbeckens wird so ausgelegt, dass bei gefülltem Unterbecken ein Retentionsraum von 30.000 m³ freigehalten wird. Nach einem Hochwasserereignis, bei dem das Unterbecken als Retentionsraum diente, müssen im Becken befindliche Fische abgefischt werden. Zur Erstbefüllung und zur Wiederbefüllung nach Reparaturen wird eine Wasserentnahme aus dem Kocher in einer Menge von 2 m³/s genehmigt, sofern der verbleibende Mindestabfluss des Kocher 10 m³/s beträgt. Im Betrieb des Pumpspeicherkraftwerks wird, abgesehen von Verdunstung (Evapotranspiration), nur die Pendelwassermenge hin- und hergefördert. Zusätzliche Wassermengen durch Niederschläge kommen allen offenen Becken zugute.

### Umspannwerk
Südlich vom Krafthaus wird ein Umspannwerk zum Anschluss an eine vorhandene 110-kV-Leitung errichtet. Netzbetreiber ist Netze BW.

### Schwimmende Photovoltaik
Im Mai 2021 hat die Naturstromspeicher Gaildorf GmbH & Co. KG bei der Stadt Gaildorf einen Antrag eingereicht für eine Erweiterung um eine ca. 2 Hektar große im Unterbecken schwimmende Photovoltaik-Freiflächenanlage mit ca. 2 MWp.

## Politik
Die Stadt Gaildorf initiierte im Jahr 2011 eine Umfrage und ein Diskussionsforum unter dem Titel e-Bürger-Portal zum Projekt Naturstromspeicher. Am 11. Dezember 2011 fand in Gaildorf ein Bürgerentscheid über das Projekt statt. In diesem stimmten 25,2 % der Wahlberechtigten für das Projekt, 19,3 % lehnten es ab; damit wurde die Stadtverwaltung vom Wähler beauftragt, mit den Investoren Verhandlungen über die Nutzung städtischer Grundstücke zu führen.
Es wurde eine Artenschutzkartierung durchgeführt sowie ein Windmessmast errichtet, mit Hilfe dessen zwei Jahre lang die Windhöffigkeit des Standortes bestimmt wurde. Am 12. Dezember 2011 wurde bekannt, dass Umweltminister Franz Untersteller (Grüne) das Pilotprojekt ausdrücklich begrüßte. Bereits zuvor hatte sich der Gaildorfer Gemeinderat mit großer Mehrheit für das Projekt ausgesprochen. Auch die Haller Bundestagsabgeordnete Annette Sawade (SPD) steht hinter dem Naturstromspeicher und seinem Beitrag zum Gelingen der Energiewende.